# Дніпровський ліцей з посиленою військово-фізичною підготовкою
Ліцей з посиленою військово-фізичною підготовкою Дніпровської міської ради — середній навчальний заклад, ліцей з посиленою військово-фізичною підготовкою у Дніпрі.
Ліцей розташовано на житловому масиві Сокіл-2 за адресою Космодромна вулиця, 7.

## Історія
Ліцей створено у 2009 році рішенням Дніпровської міської ради від 02.07.08 № 33/34

## Керівництво
- майор Карпов Олександр Миколайович (2009—2013)
- Марусов Олександр Вікторович

## Постаті
- Золотарьов Юрій Анатолійович (1983—2017) — капітан (посмертно) Збройних сил України, учасник російсько-української війни.
- Нікітін Ростислав Олегович (1994—2014) — старший солдат Збройних сил України, учасник російсько-української війни.